# Costa Serena (navire)
Pour les articles homonymes, voir Costa Serena.
Le Costa Serena est un navire de croisière appartenant à la société Costa Croisières du groupe leader mondial des croisières la Carnival corporation & PLC.

## Histoire
Construit aux Chantiers italiens Fincantieri de Sestri Ponente, près de Gênes il a été baptisé en grande pompe, le 19 mai 2007, à Marseille, devant près de 45 000 personnes par sa marraine, Marion Cotillard.
C'est le second navire de la classe Concordia, il est entré en service 1 an après le Costa Concordia.
Basé sur le thème de la mythologie grecque, chaque pont a un nom d'immortel.

## Aménagements intérieurs et divertissements
Le Costa Serena est équipé de deux restaurants principaux et d'un self-service, ainsi qu'un restaurant pour les membres du club Costa. Un théâtre sur 3 étages est situé à l'avant du navire. Dans le hall d'accueil se situe le bar principal ainsi que 4 ascenseurs panoramiques qui donnent accès aux 13 étages très rapidement. Sur les ponts extérieurs sont disposés des transats permettant aux passagers de se détendre au soleil si les conditions météorologiques s'y prêtent. Il comporte également un toboggan aquatique.
Résumé des équipements à bord du navire:
- 5 restaurants, dont deux (Club Bacco et Restaurant Samsara) payants sur réservation
- 13 bars, dont un Cognac & Cigar Bar et un Coffee & Chocolate Bar

- 5 bains à hydromassage
- 4 piscines dont 2 avec verrière amovible
- L'exclusif Spa Costa: 6.000 m² sur 2 étages, avec salle de sport, espace thermal, thalassothérapie, sauna, salle de soins, bain turc, solarium UVA

- Terrain de sport polyvalent
- Parcours de footing en plein air

- Théâtre sur 3 étages
- Casino
- Discothèque
- Piscine sur le Pont équipée d'une verrière amovible et d'un écran géant
- Simulateur Automobile de Grand Prix
- Monde virtuel, Squok Club
- Toboggan aquatique
- Point Internet
- Bibliothèque
- Boutiques

## Galerie

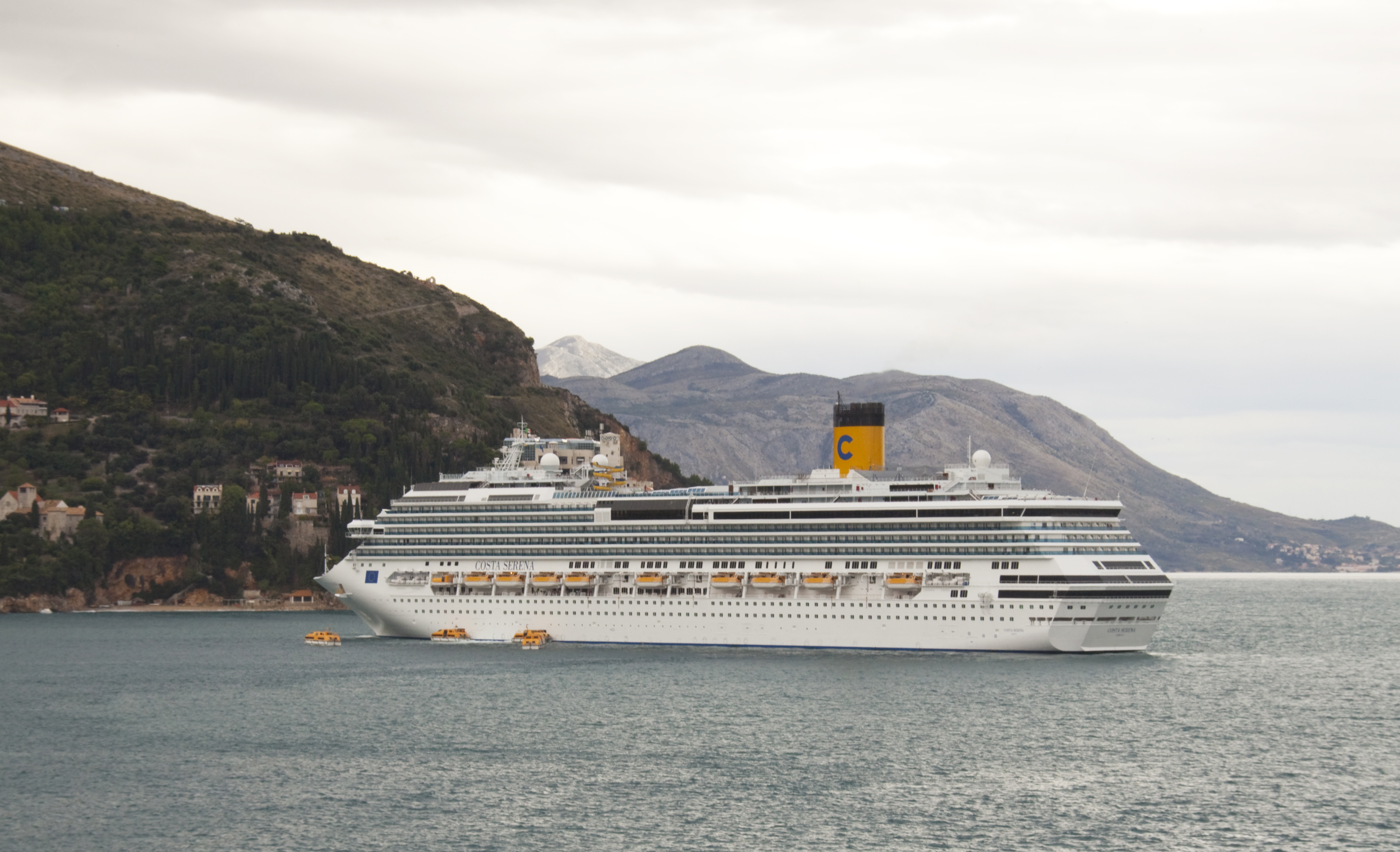
Le Costa Serena au mouillage
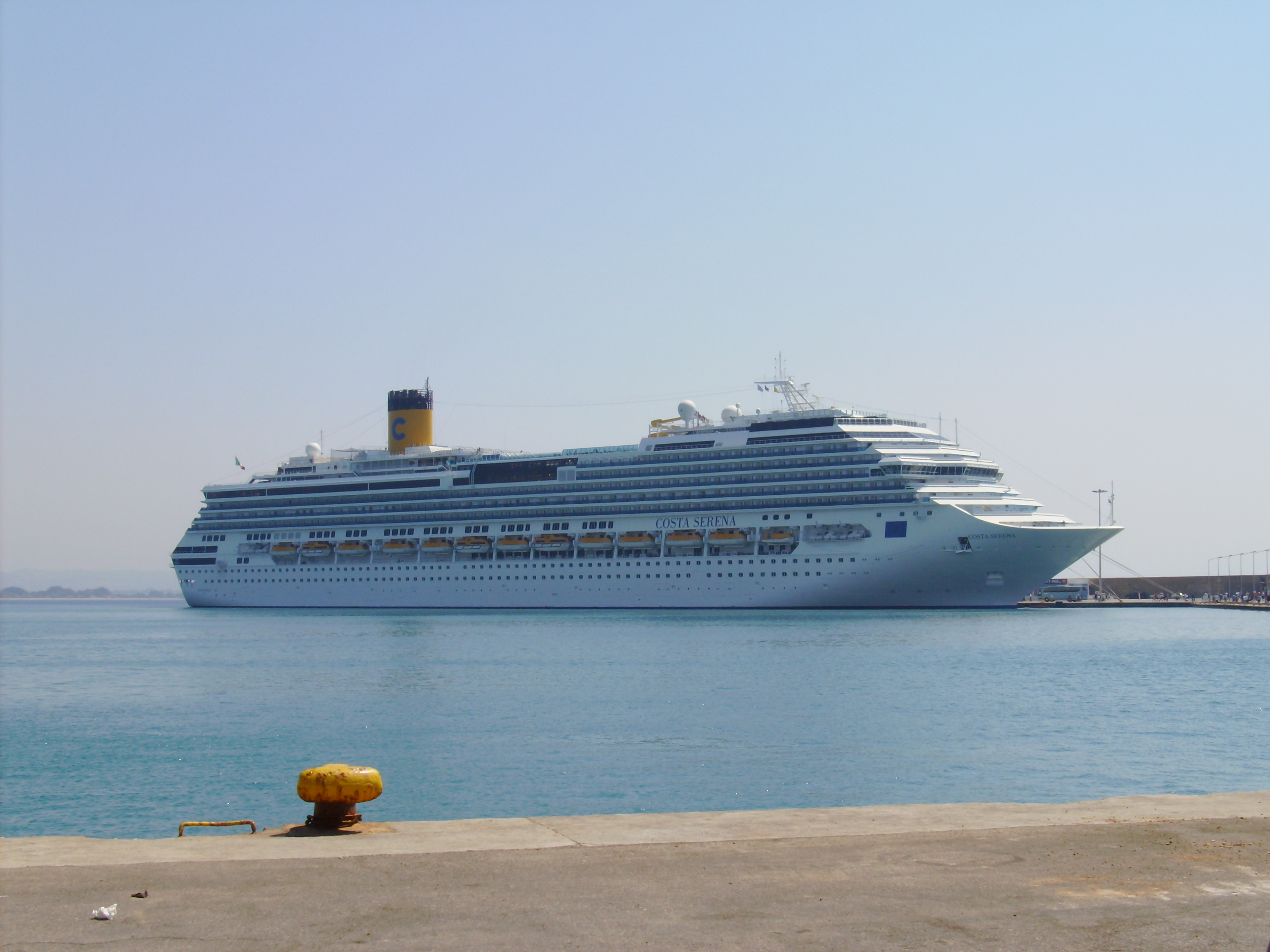
Le Costa Serena a quai à Katakolon
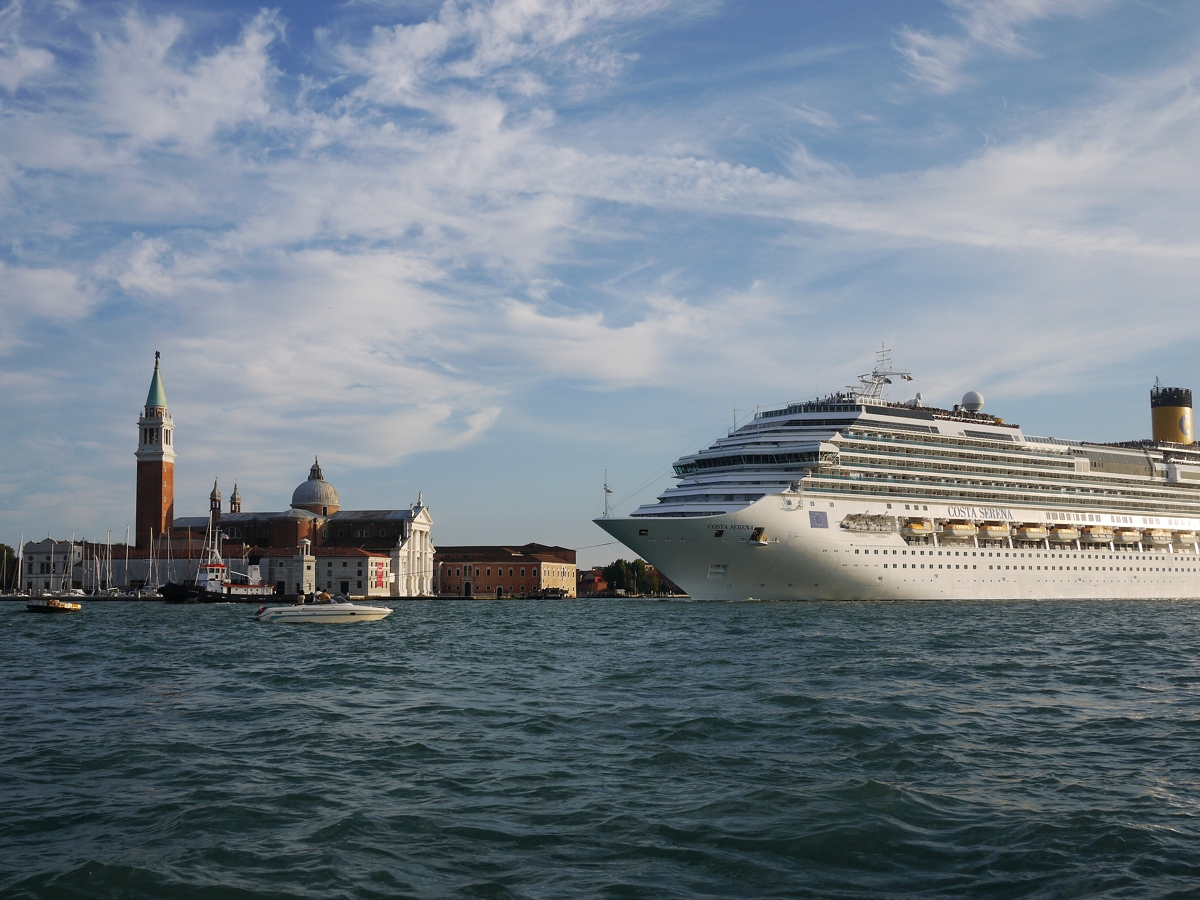
Le Costa Serena quittant Venise

## Navires jumeaux
- Costa Concordia
- Costa Pacifica
- Costa Favolosa
- Costa Fascinosa

## Cinéma
Il servit de décor lors du tournage du film Natale in crociera par le réalisateur italien Neri Parenti en 2007.

## Sources
- (en) Cet article est partiellement ou en totalité issu de l’article de Wikipédia en anglais intitulé « Costa Serena » (voir la liste des auteurs).